# Castillo de Serra

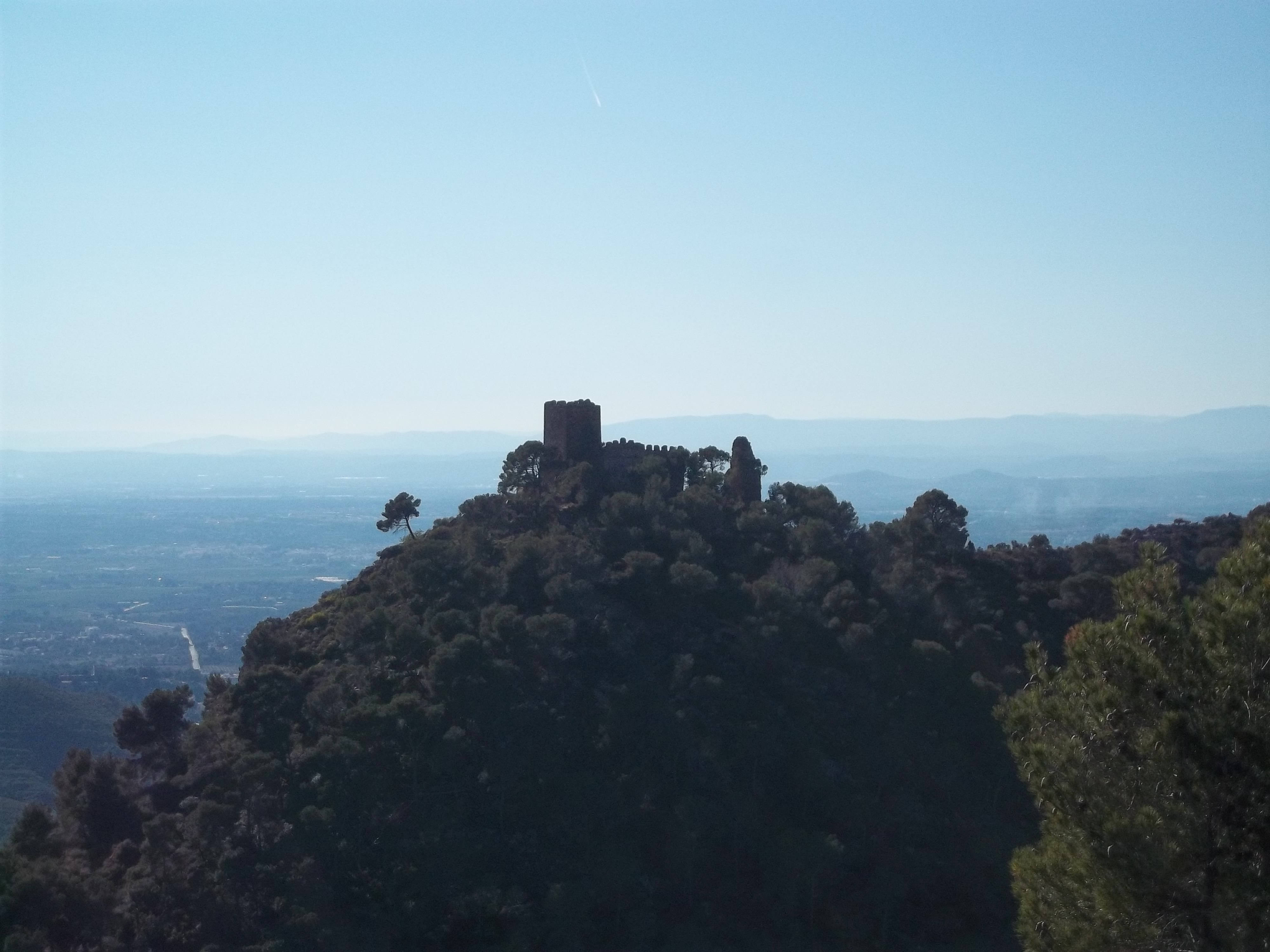
Castillo de Serra.

El castillo de Serra ubicado en el municipio homónimo de la provincia de Valencia, (España) también denominado castillo del Alto del Pino es una fortaleza de origen árabe de reducidas dimensiones construida alrededor del siglo XI, y que se sitúa en un montículo a un kilómetro de la población que le da su nombre, desde donde se dominaba el valle del Turia y el acceso a la Sierra Calderona.
Esta fortaleza, que no estaba destinada a acoger a población civil, pertenecía al sistema defensivo del norte de Valencia, junto con los castillos de Náquera y el de Olocau.

## Descripción
De la primitiva fortaleza, cuya planta irregular ocupa tan solo 600 metros cuadrados, se conservan dos lienzos de muralla, el aljibe y la torre del homenaje situada al noreste, de planta cuadrada ataluzada y cuatro plantas. Son visibles también restos de otra torre al noroeste, así como restos de muros.
Su distancia a la población y sin contacto visual con la misma obligó a la construcción de varias torres vigías en sus inmediaciones de características constructivas similares, todas ellas con planta cuadrada ataluzada, fabricadas en mampostería y con refuerzos en esquina mediante mampuestos de mayor tamaño trabajado. Destaca la Torre que está situada en el centro del casco urbano de la población; por ser la de mayor tamaño, y la mejor conservada.